# Cavariella borealis
Cavariella borealis är en insektsart som beskrevs av Hille Ris Lambers 1952. Cavariella borealis ingår i släktet Cavariella och familjen långrörsbladlöss. Inga underarter finns listade i Catalogue of Life.